# Činiglavci
Činiglavci (en serbe cyrillique : Чиниглавци) est un village de Serbie situé dans la municipalité de Pirot, district de Pirot. Au recensement de 2011, il comptait 229 habitants.

## Démographie
| 1948  | 1953  | 1961 | 1971 | 1981 | 1991 | 2002 | 2011 |
| ----- | ----- | ---- | ---- | ---- | ---- | ---- | ---- |
| 1 062 | 1 029 | 849  | 665  | 568  | 423  | 331  | 229  |

|  |